# Alfred Bülowius

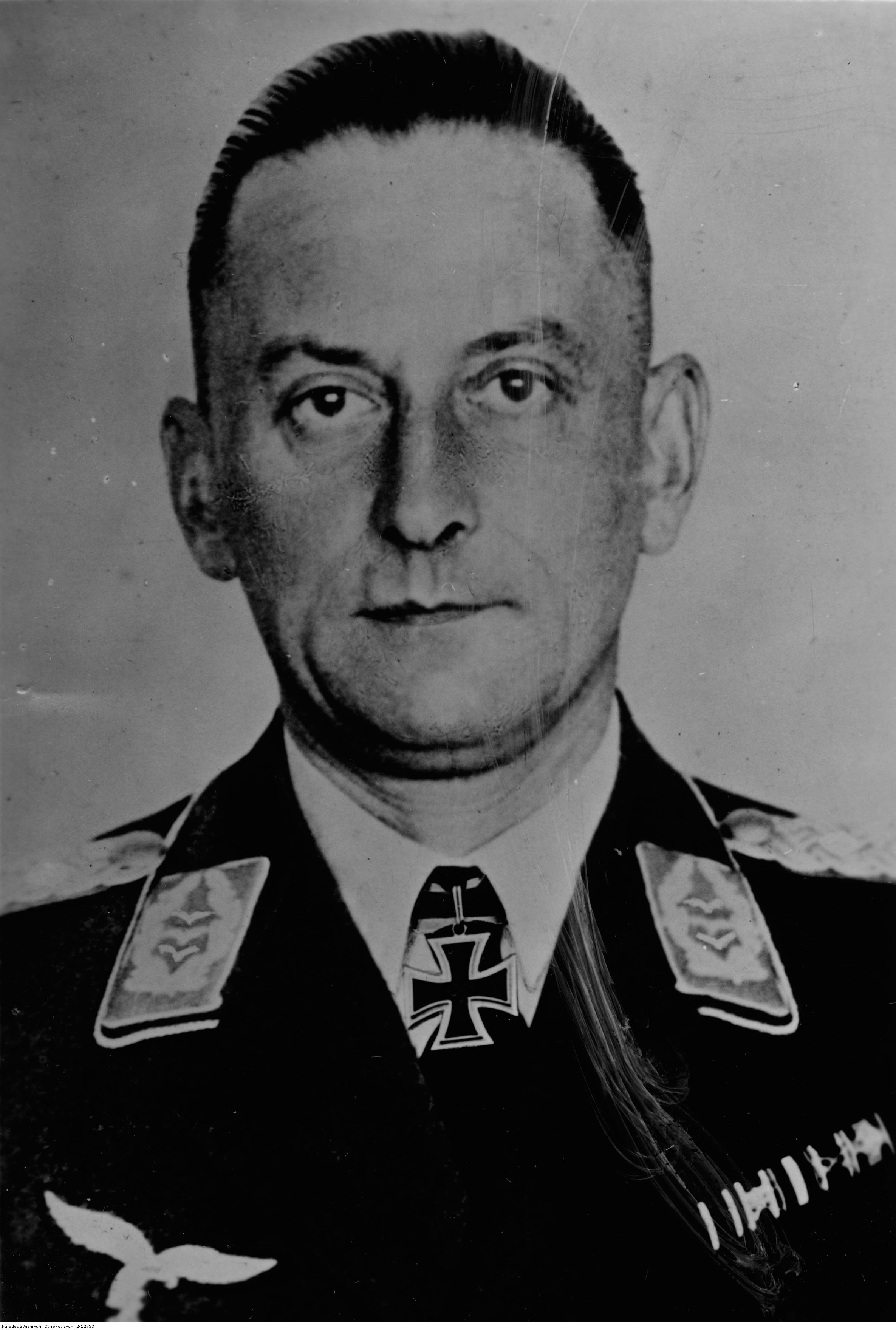
Oberst Alfred Bülowius

Alfred Bülowius (* 14. Januar 1892 in Königsberg; † 9. August 1968 in Detmold) war ein deutscher General der Flieger der Luftwaffe im Zweiten Weltkrieg.

## Militärische Biografie

### Frühe Jahre und Erster Weltkrieg
Bülowius trat am 23. Januar 1911 als Fahnenjunker in das Infanterie-Regiment „von Boyen“ Nr. 41 der Preußischen Armee ein. Mit dem Regiment nahm er während des Ersten Weltkriegs bis 1916 als Kompanieoffizier, später Kompaniechef und Regimentsadjutant an den Kämpfen an der Ostfront teil. Über diese Erlebnisse verfasste er zusammen mit seinem Regimentskamerad und späteren Generalmajor Bruno Hippler ein Buch. 1916 wechselte er zur Fliegertruppe über und absolvierte eine Ausbildung zum Flugzeugführer. Bis 1918 flog er als Staffelführer im Bombengeschwader der Obersten Heeresleitung Nr. 3. Die letzten Kriegsmonate sowie darüber hinaus bis 1919 erfolgte sein Einsatz bei der Fliegerstaffel Grauert.
Beförderungen
- 18. August 1911 Fähnrich
- 18. Juni 1912 Leutnant
- 18. August 1917 Oberleutnant
- 1. Januar 1920 Charakter als Hauptmann
- 1. Mai 1934 Hauptmann
- 1. September 1934 Major
- 1. Oktober 1936 Oberstleutnant
- 1. Januar 1939 Oberst
- 1. Juni 1941 Generalmajor
- 1. März 1943 Generalleutnant
- 1. Dezember 1944 General der Flieger

### Zwischenkriegsjahre
Im Frühjahr 1919 kam Bülowius zu einer Fliegerstaffel des Grenzschutzkommandos Nord nach Bartenstein, wo er bis Oktober des gleichen Jahres verblieb. Am 1. Januar 1920 trat Bülowius aus dem Wehrdienst und zum 1. Februar 1920 zur Polizei über. In dieser diente er bis Ende August 1922 bei der Polizei-Fliegerstaffel Ostpreußen bei Königsberg bzw. später bei der Luftüberwachungsabteilung Ostpreußen. Am 31. August 1922 schied Bülowius aus der Polizei aus und war ab 1. April 1925 als Zivilangestellter bis Ende April 1934 Luftschutzreferent beim Stab des Wehrkreis-Kommandos I in Königsberg eingesetzt sowie danach bis Ende August 1934 als Referent beim Höheren Luftamt tätig. Zum 1. September 1934 trat Bülowius zu der im Aufbau befindlichen Luftwaffe über, wo er bis 1935 im Reichsluftfahrtministerium (RLM) in Berlin als Referent tätig war. Noch im gleichen Jahr wechselte er als Staffelkapitän zur Fliegertruppe Merseburg über, wo er bis 1936 verblieb. In diesem Jahr erfolgte seine Abkommandierung zum Kampfgeschwader 253 „General Wever“, wo er als Gruppenkommandeur bis 1937 agierte. Anschließend war Bülowius bis 16. November 1939 Kommandeur der Kampffliegerschule in Tutow.

### Zweiter Weltkrieg
Am Folgetag wurde Bülowius zum Kommodore des Lehrgeschwaders 1 ernannt, welches er im Westfeldzug kommandierte. In dieser Eigenschaft wurde er Anfang Juni 1940 über Frankreich abgeschossen und geriet verwundet in französische Kriegsgefangenschaft. Am 21. Juni 1940 kehrte Bülowius nach Deutschland zurück und lag bis Oktober 1940 in einem Lazarett. Nach seiner Genesung folgte seine Ernennung zum Höheren Flieger-Ausbildungskommandeur 7. Am 15. Januar 1941 wurde er zum Höheren Kommandeur der Kampf- und Sturzkampffliegerschule in Prag ernannt. An die Ostfront abkommandiert, übernahm Bülowius dort am 2. August 1942 als Kommandeur den Gefechtsverband Nord im Luftwaffenkommando Don.
Zum 1. November 1942 wurde Bülowius zum Kommandeur der 1. Flieger-Division ernannt. Diese befehligte er bis 25. Juni 1943 im Mittelabschnitt der Ostfront im Großraum Dugino, später Orel. Am 26. Juni 1943 wurde Bülowius zum Kommandierenden General des II. Fliegerkorps ernannt, welches unter seinem Kommando bis Ende Juni 1944 auf dem italienischen Kriegsschauplatz und nach der alliierten Landung in der Normandie am Invasionsraum eingesetzt war. Es handelte sich dabei lediglich um einen Organisationsstab, welcher in Compiègne die Heeresunterstützung vorbereitete und keine eigenen Jagdbomberverbände befehligte. Vom 10. April bis zum 28. Juni 1944 übernahm er zusätzlich die Führung über die Kommandobehörde Fliegerführer West, die dem II. Fliegerkorps unterstellt war. Am 1. Juli 1944 wurde Bülowius zum Kommandierenden General des II. Jagdkorps ernannt, welches bis Mitte Oktober 1944 an weiteren Brennpunkten in Nordfrankreich eingesetzt war.
Am 15. Oktober 1944 gab Bülowius das Kommando des Korps an Generalmajor Dietrich Peltz ab und wurde am Folgetag mit der Wahrnehmung der Geschäfte als Kommandierender General und Befehlshaber im Luftgau XVI Dresden bis zum 21. Januar 1945 beauftragt. Daneben war er vom 22. Januar bis 3. Februar 1945 kurzfristig mit der Wahrnehmung der Geschäfte als Kommandierender General und Befehlshaber im Luftgau XV in Prag beauftragt. Bülowius stimmte sich in dieser Zeit nicht mit den Heeresverbänden in seinem Bereich ab und agierte „selbstherrlich“, wie es Historiker später feststellten. Er war damit ein maßgeblicher Akteur bei den schweren Luftangriffen auf Dresden am 13./14. Februar 1945, denn die Stadt lag in seinem Verantwortungsbereich. Beispielsweise agierten Flakbatterien der Luftwaffe nach eigenem Ermessen, ohne Beachtung von Befehlen des Heeres. Nach den Angriffen verließ er schnell die Stadt.
Nach der Auflösung dieser Dienststelle befand sich Bülowius bis zum 21. Februar 1945 vorübergehend in der Führerreserve und wurde am 22. Februar 1945 zum Kommandierenden General und Befehlshaber des Stabes Dresden des Luftgau-Kommandos III ernannt; eine Funktion die im April 1945 aufgelöst wurde. In den letzten Kriegswochen fungierte Bülowius bis zum 8. Mai 1945 als Kommandeur der Wehrmachtordnungstruppen in Tirol und geriet dort, nach der bedingungslosen Kapitulation der Wehrmacht, in alliierte Kriegsgefangenschaft, aus der er am 4. Juni 1947 entlassen wurde.

## Auszeichnungen
- Eisernes Kreuz (1914) II. und I. Klasse
- Ritterkreuz des Eisernen Kreuzes am 4. Juli 1940[5]
- Deutsches Kreuz in Gold am 9. Dezember 1942[5]